# Iris Kensmil
Iris Kensmil (Amsterdam, 1970) is een Nederlands beeldend kunstenaar met Surinaamse achtergrond. Kensmil woont en werkt in Amsterdam. Ze is de zuster van de kunstschilder Natasja Kensmil (1973).
Beeldend kunstenaar Iris Kensmil verbeeldt de kracht van Zwarte mensen vanuit een feministisch perspectief. In haar schilderijen, tekeningen en installaties verbeeldt zij belangrijke Zwarte schrijvers, muzikanten en activisten, en biedt zij een eigen en onderbelicht perspectief op de geschiedenis van Zwarte stemmen en ervaringen in het streven naar emancipatie en vooruitgang.

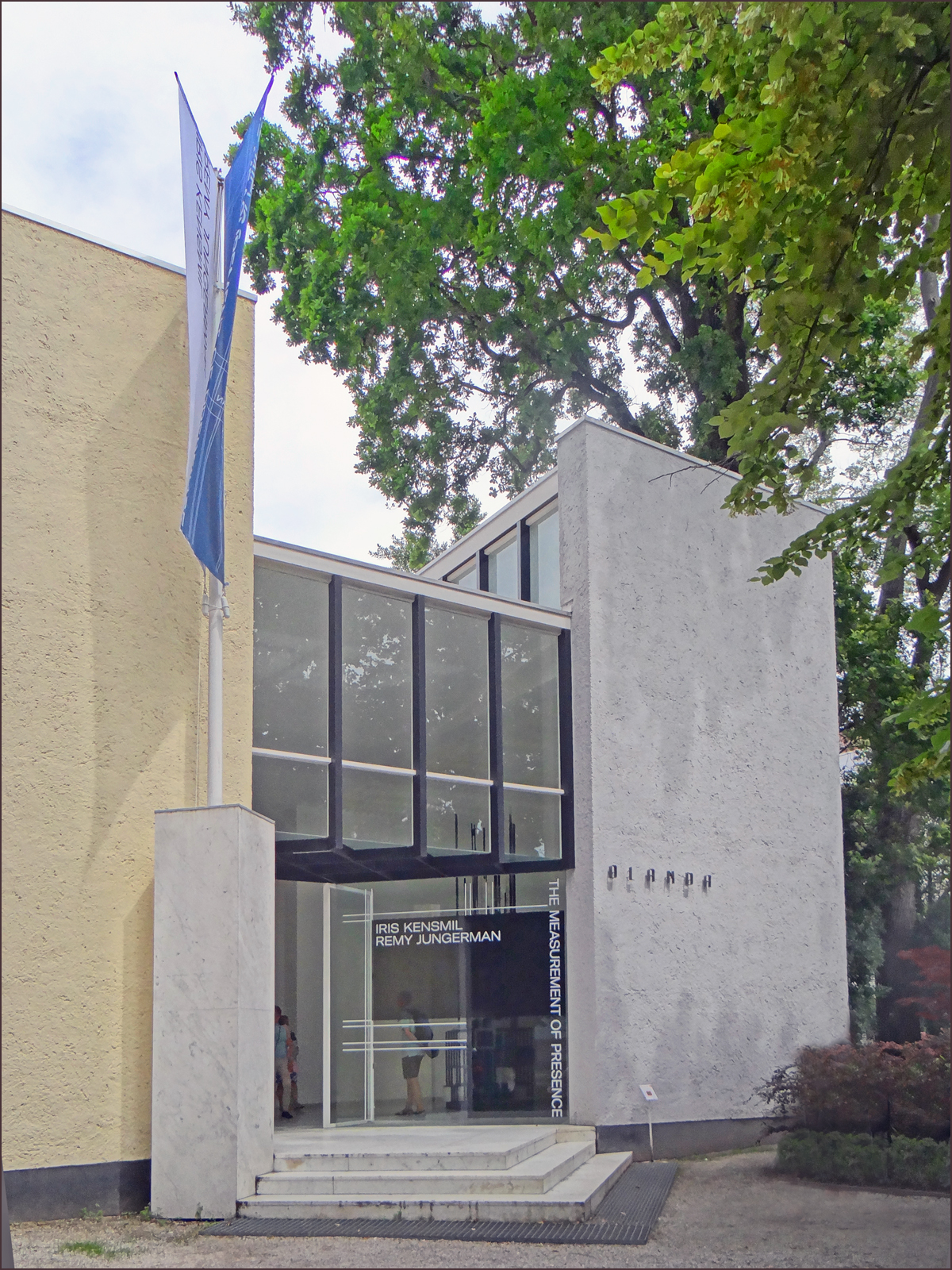
Nederlands Úpaviljoen in Venetië (2019), met presentaties van Iris Kensmil en Remy Jungerman

Zij studeerde van 1992 tot 1996 aan de Academie Minerva te Groningen. Kensmil won in 2004 de Wim Izaksprijs.
Iris Kensmil is vanaf 2014 tot 2018 lid van de Jury van de Koninklijke Prijs voor de Vrije Schilderkunst.  Zij is lid van het bestuur van W139 sinds 2018 en lid van de raad van toezicht van Manifesta sinds 2021. 
Kensmil vertegenwoordigde samen met Remy Jungerman in 2019 Nederland tijdens de Biënnale van Venetië met een presentatie onder de titel The Measurement of Presence in het Nederlandse paviljoen.
In maart 2023 werd Iris Kensmil benoemd tot lid van de Akademie van Kunsten.

## Publicaties
- 2008 "Negroes [are oké]" (tentoonstellingscatalogus met teksten van Rudi Fuchs en Ferdinand van Dieten) (Galerie Ferdinand van Dieten, ISBN 978-9076881041)
- 2015  "Iris Kensmil" @Club Solo (tentoonstellingscatalogus met tekst van Paul Goodwin en Jelle Bouwhuis - Club Solo, Breda.
- 2019  "The Measurement of Presence, Iris kensmil, Remy Jungerman" Catalogus Nederlands paviljoen 58ste Biënnale van Venetië , Hannibal / Mondriaanfonds. isbn 978-9492677808
- 2019 "Iris Kensmil , Blues Before Sunrise, (tentoonstellingscatalogus Teksten  Astrid H Roemer, Wayne Modest ) Kranenburg Bergen NL. ISBN 978-9078666059